# Никольское (Ядринский район)
Нико́льское (чув. Никольски) — село Ядринского района Чувашской Республики.
Село расположено в северо-западной части Чувашской Республики в 7,2 км от районного центра г. Ядрин и примыкает к автодороге М-7 «Москва — Казань» на 576 км от Москвы.
Общая численность населения составляет 269 человек.
Село Никольское расположено в западной части территории Иваньковского сельского поселения.
Застройка одноэтажная, имеется несколько индивидуальных жилых каменных домов и каменное здание церкви. Размер приусадебных участков при индивидуальных жилых домах составляет 0,25—0,40 га на одну семью и до 0,60 га арендуемых земель под сенокосы в пойменных лугах р. Сура.
Из общественных зданий в с. Никольское имеется:
- здание бывшей начальной школы, в котором в настоящее время находится фельдшерский пункт с. Никольское;
- здание Никольского сельского клуба;
- магазин Ядринского РПО;
- кафе «Бистро» Ядринского РПО с круглосуточным режимом работы;
- придорожное кафе «ТАН» со станцией ремонта автомашин, автомагазином и платной стоянкой;
- придорожное кафе «Талгар» с автомагазином, гостиницей и платной стоянкой для автомашин;
- автозаправочная станция «Дорисснефтепродукт» с платной стоянкой и придорожным кафе;
- автозаправочная станция «Татнефть»  Архивная копия от 19 сентября 2014 на Wayback Machine
- производственная база ФГУП племконзавод им. В. И. Чапаева, состоящая из фермы КРС. (от него почти ничего не осталось, уже на щебёнку растаскивают)

Есть в северо-западной части населённого пункта и производственные сооружения зверофермы мясокомбината «Ядринский». (несколько раз перепродавался, в итоге сейчас не работает вообще)
ОАО «Чувашпотребсоюз» находится в северной части села «Никольское».
Водоснабжение индивидуальных жилых домов, общественных и производственных зданий осуществляется от 4 артезианских скважин, из которых работает только 1 водобашня на всю деревню
Канализация в населённом пункте отсутствует. (но присутствует у некоторых частных домов)
Село Никольское электрифицировано. (на каждой улице по 3 фазы)
Населённый пункт газифицирован.